# Atriplex verrucifera
Atriplex verrucifera är en amarantväxtart som beskrevs av Friedrich August Marschall von Bieberstein. Atriplex verrucifera ingår i släktet fetmållor, och familjen amarantväxter. Inga underarter finns listade i Catalogue of Life.